# Viața lui Freud
Viața lui Freud (în engleză The Passion of the Mind) este un roman biografic din 1971 de Irving Stone.
A fost tradus în 2 volume: Turnul nebunilor și Paria.